# Nenkovice
Nenkovice (in tedesco Nenkowitz) è un comune della Repubblica Ceca facente parte del distretto di Hodonín, in Moravia Meridionale.